# Kvarnsjön (Yxnerums socken, Östergötland)
Kvarnsjön är en sjö i Åtvidabergs kommun i Östergötland och ingår i Söderköpingsåns huvudavrinningsområde. Sjön har en area på 0,3 kvadratkilometer och ligger 75,9 meter över havet.

## Delavrinningsområde
Kvarnsjön ingår i det delavrinningsområde (645603-152376) som SMHI kallar för Mynnar i Såken. Medelhöjden är 88 meter över havet och ytan är 3,88 kvadratkilometer. Det finns ett avrinningsområde uppströms, och räknas det in blir den ackumulerade arean 9,15 kvadratkilometer. Vattendraget som avvattnar avrinningsområdet har biflödesordning 2, vilket innebär att vattnet flödar genom totalt 2 vattendrag innan det når havet efter 70 kilometer. Avrinningsområdet består mestadels av skog (77 procent). Avrinningsområdet har 0,3 kvadratkilometer vattenytor vilket ger det en sjöprocent på 7,7 procent.